# سم‌فورد، کوئینزلند
سم‌فورد (به انگلیسی: Samford) یک حومه شهر در استرالیا است که در کوئینزلند واقع شده‌است.